# Vuur (lied)
Vuur is een lied van de Nederlandse hiphopgroep Broederliefde. Het werd in 2021 als single uitgebracht en stond in hetzelfde jaar als zevende track op het album Medaille.

## Achtergrond
Vuur is geschreven door Ivano Leonard Biharie, Jean Samuel Seka, Javiensley Dams, Emerson Akachar, Jerzy Miquel Rocha Livramento en Melvin Silberie en geproduceerd door Frnkie. Het is een nummer uit het genre nederhop. In het nummer wordt er gezongen dat de liedverteller zoekt naar een dame die zijn vrouw wil worden. Het lied is tot stand gekomen via een sample die producer Frnkie van Franse pianist Sam Heaven heeft ontvangen. Hier heeft de producer onder andere een afrobeat en akkoorden aan toegevoegd, waarna de rappers van Broederliefde de tekst hebben toegevoegd. 
Het lied was de voorloper van het album Medaille, waar ook onder andere de andere singles Firi en Zagalo op staan. De single had op de B-kant het nummer We moeten door en een remix van Buss it staan. De single heeft in Nederland de gouden status.

## Hitnoteringen
De rapgroep had succes met het lied in Nederland. Het kwam tot de negende plaats van de Single Top 100 en stond twintig weken in deze hitlijst. De Top 40 werd niet gehaald, maar het kwam tot de tiende plaats van de Tipparade. Bij de DiXte 1000 van FunX van 2021 eindigde het nummer bovenaan de lijst.